# Église Saint-Lazare de Santiago du Chili

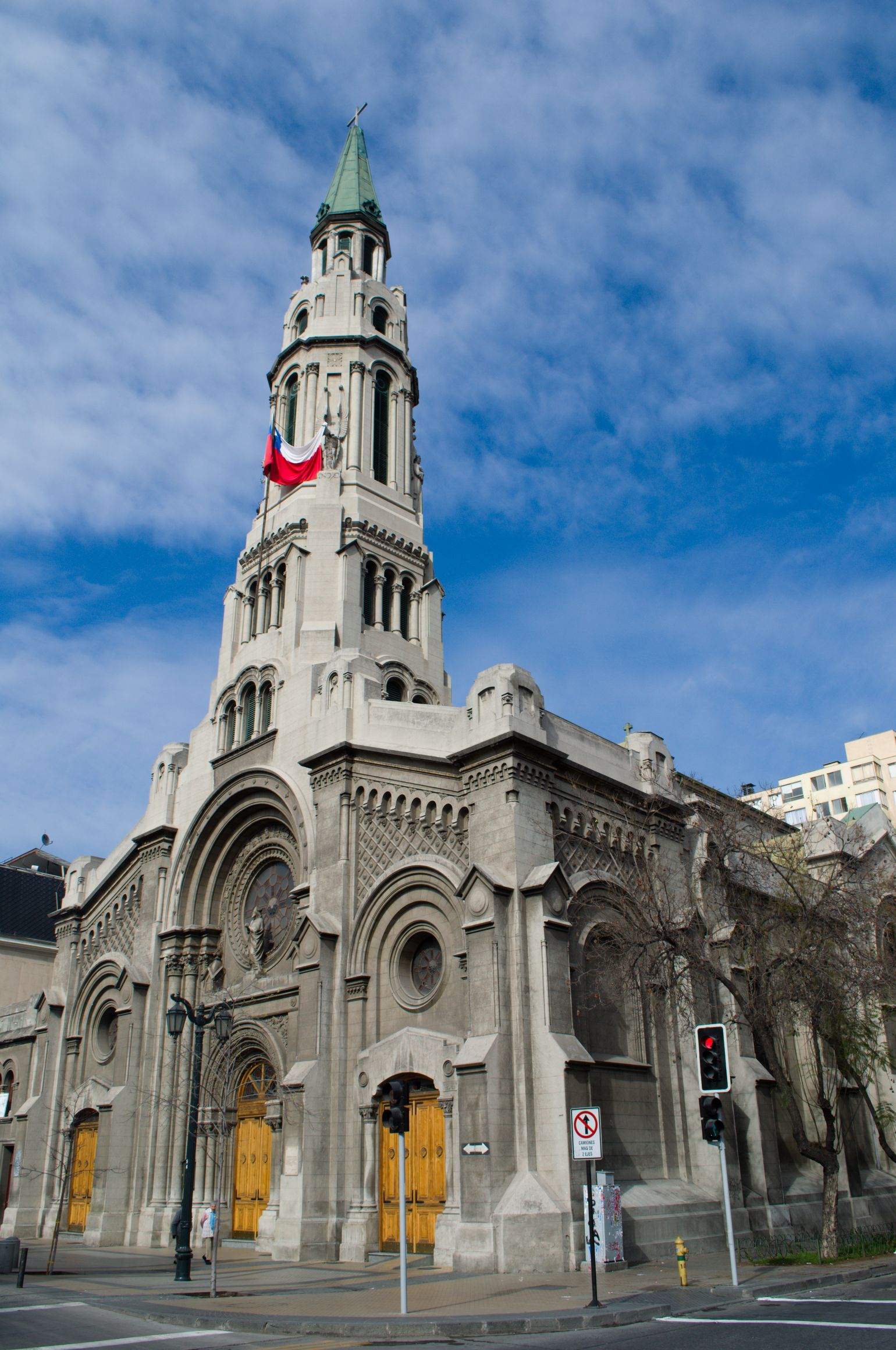
Façade et clocher.

L'église Saint-Lazare (iglesia de San Lázaro) est une église catholique située à Santiago du Chili placée sous le vocable de saint Lazare; elle est sise calle Ejército Libertador esquina Gorbea, dans le centre de la ville. Inaugurée le 15 août (fête de l'Assomption) 1930, elle est administrée depuis 1980 par les Clercs réguliers de la Mère de Dieu,. Elle a été déclarée monument national du Chili, dans la catégorie des monuments historiques, selon le décret suprême nº 21, du 16 janvier 1992.

## Histoire

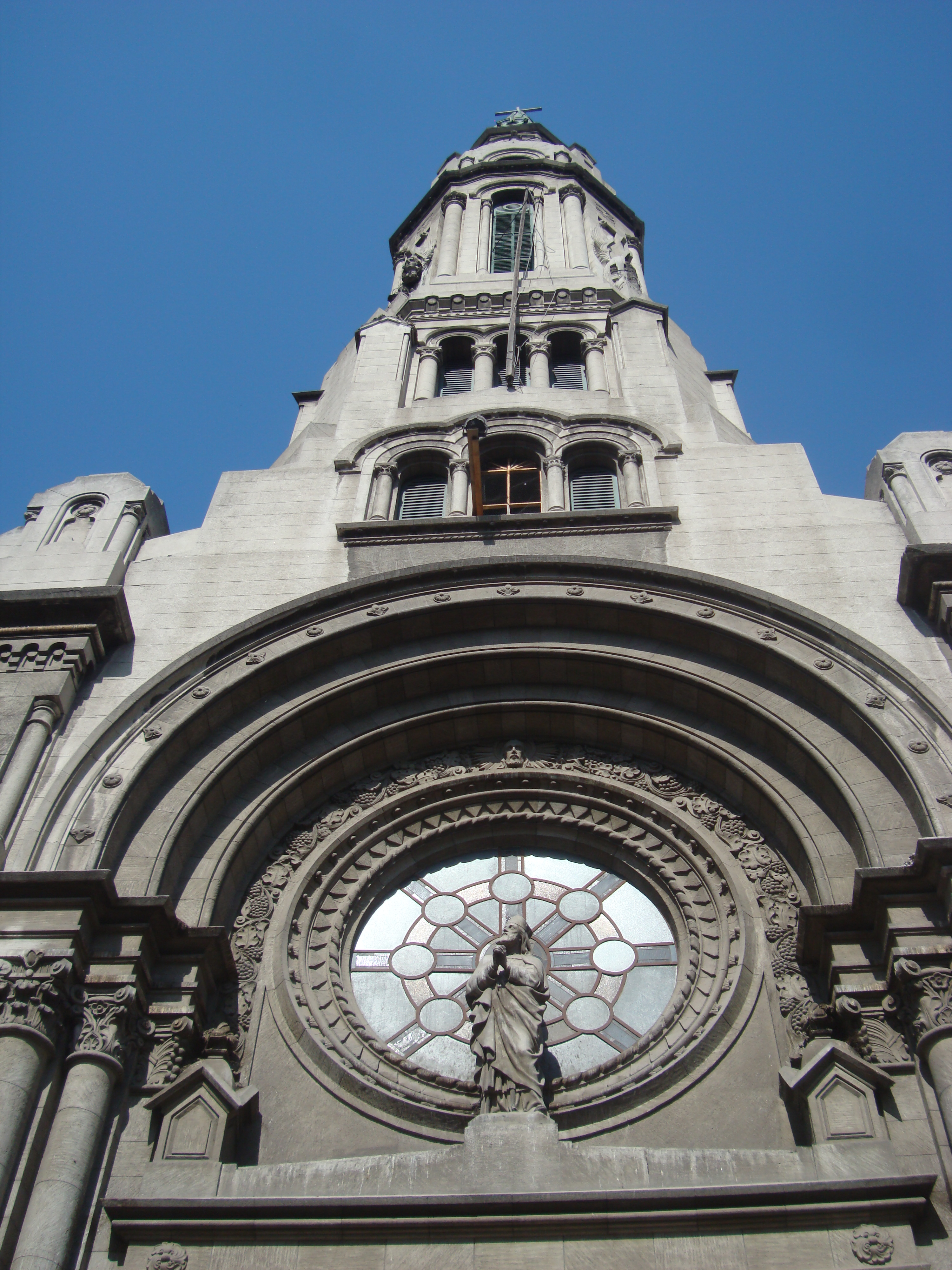
Détail de la façade.

L'église Saint-Lazare est fondée en 1575 comme chapelle située à La Cañada. Elle est élevée en église paroissiale en 1775, avec un nouvel édifice placé sous le vocable de saint François de Borgia en 1781,.
En 1876, l'archevêque de Santiago, Mgr Rafael Valentín Valdivieso, donne son accord pour la construction d'une église plus grande et elle  est terminée en juillet 1877, à son emplacement actuel.
D'autre part, l'ancienne église Saint-François-de-Borgia fait partie dès 1887 de l'hôpital homonyme, dans le quartier de l'Alameda qui est démoli en 1967.
Le 9 janvier 1928, un incendie détruit une grande partie de l'église Saint-Lazare, ce qui nécessite sa reconstruction, selon les plans des architectes Gustavo Monckeberg et José Aracena, et exécutée par les ingénieurs Francke et Botinelli. La nouvelle église est inaugurée le 15 août (fête de l'Assomption) 1930,.
Le cardinal Fresno confie à partir des années 1980 l'administration de l'église aux Clercs réguliers de la Mère de Dieu qui entreprennent plusieurs campagnes de réfection, comme l'adjonction de marbre de Carrare. Le tremblement de terre de 2010 provoque des lésions qui risquent de mettre la tour à terre ; elle est donc restaurée

## Description

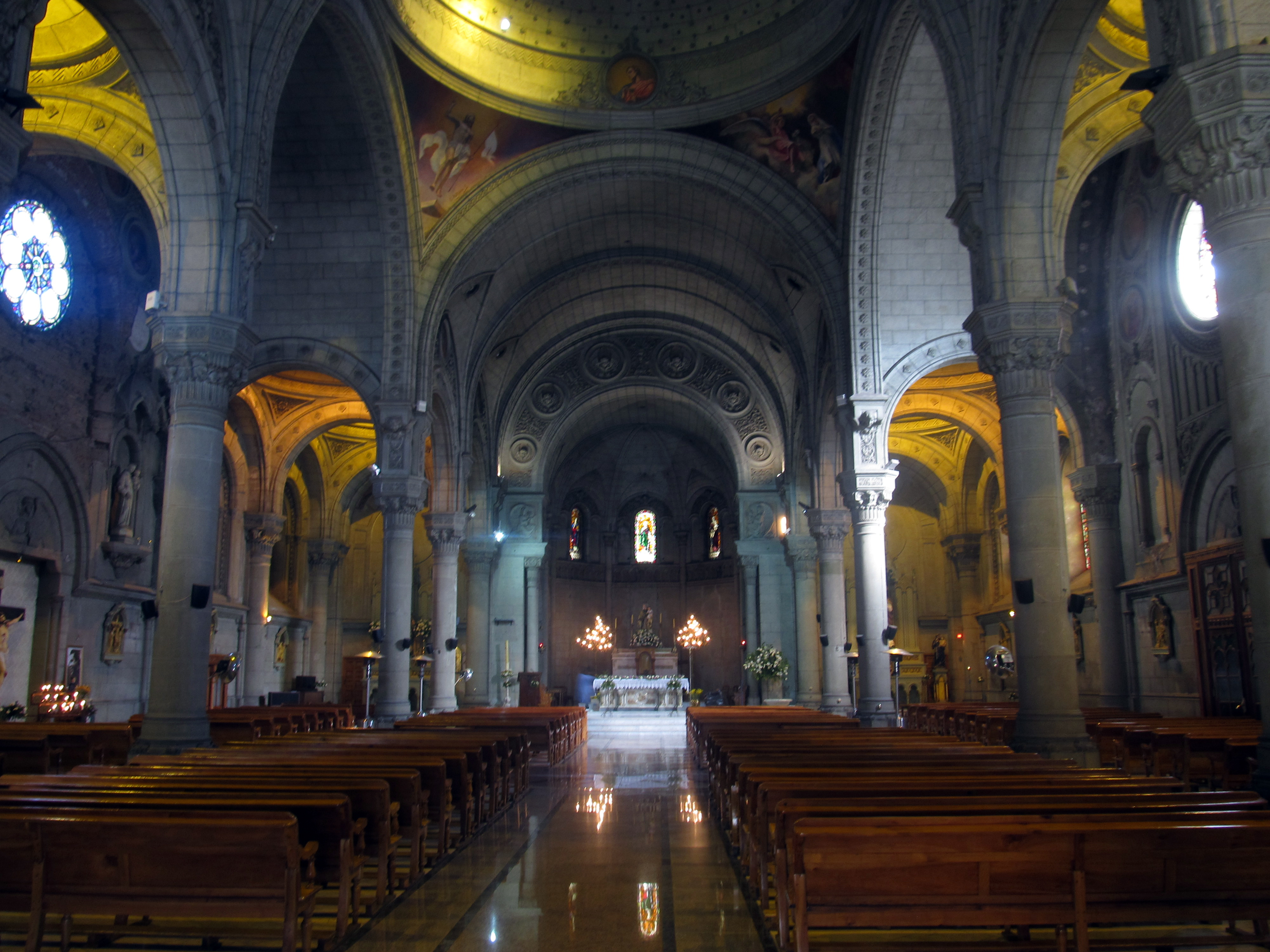
Intérieur.

L'église est reconstruite sur les bases de l'ancienne incendiée. Elle est de style néo-roman 
, avec des éléments néo-byzantins, comme la réalisation d'une coupole centrale,.
Une tour unique se détache sur la façade, en trois segments, avec quatre sculptures d'anges. On remarque l'effigie du saint patron, au-dessus du portail central et devant la rosace de la façade. À l'intérieur, la voûte centrale présente des fresques qui montrent des épisodes de la vie de Jésus,.
On peut admirer une sculpture de bois dénommée le Cristo de las trincheras, rescapée d'une tranchée de la Première Guerre mondiale, trouvée par un aviateur chilien.
L'orgue de l'église est construit par l'Italien Oreste Carlini et inauguré le 20 avril 1935, mais il est hors d'usage depuis qu'il a subi des dommages dus au tremblement de terre de 1985,.